# Marietta Gazzaniga

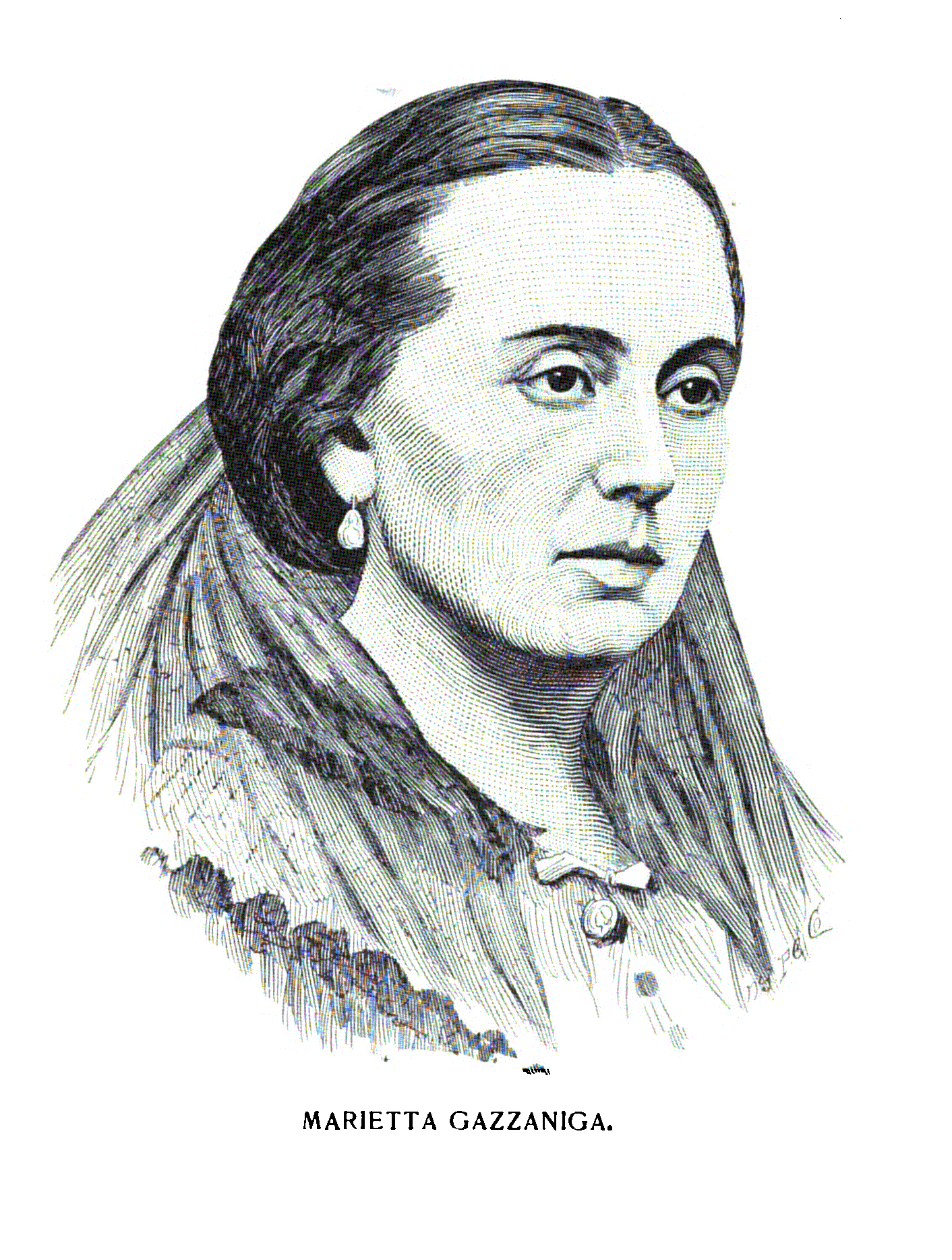
Caricatura da Marietta Gazzaniga.

Marietta Gazzaniga (Voghera, 1824 — Milão, 2 de janeiro de 1884) foi uma soprano italiana, que iniciou seus trabalhos em 1840 com Jane Seymour em Anna Bolena e I Capuleti e i Montecchi. Sua primeira protagonização foi na ópera Luisa Miller, de Giuseppe Verdi, no Teatro San Carlo em Nápoles.
Em 1857, realizou uma viagem à América Central, onde seu esposo, Conde Malaspina, morreu de varíola em Havana. Ali, sua popularidade aumentou bastante de forma que possibilitou apresentações em Nova Iorque durante 1866 e 1867 e ficou conhecida como "uma voz de grande pureza". No final da carreira, realizou papéis como meio-soprano, a exemplo a personagem Azucena em Il trovatore.